# 奥尔蒂戈萨德佩斯塔尼奥
奥尔蒂戈萨德佩斯塔尼奥，是西班牙卡斯蒂利亚-莱昂塞戈维亚省的一个市镇。 总面积8平方公里，总人口84人（2001年），人口密度11人/平方公里。